# أبراهام كوهن دي هيريرا
أبراهام كوهن دي هيريرا (بالبرتغالية: Abraham Cohen de Herrera‏) هو حاخام وفيلسوف برتغالي، ولد في 1570 في فلورنسا في إيطاليا، وتوفي في 1635 في فيينا في النمسا.

## وصلات خارجية
- أبراهام كوهن دي هيريرا على موقع الموسوعة البريطانية (الإنجليزية)